# Huenia
Genre
Huenia est un genre de crabes majoïdes de la famille des Epialtidae.

## Liste des espèces
Selon World Register of Marine Species (25 janvier 2016) :
- Huenia australis Griffin & Tranter, 1986
- Huenia bifurcata Streets, 1870
- Huenia brevifrons Ward, 1941
- Huenia grandidierii A. Milne-Edwards, 1865
- Huenia halei Griffin & Tranter, 1986
- Huenia heraldica (De Haan, 1837)
- Huenia keelingensis Griffin & Tranter, 1986
- Huenia nagaii Takeda & Marumura, 2010
- Huenia pacifica Miers, 1879
- Huenia toyoshioae Takeda & Marumura, 2010